# Portage, Michigan
Portage, Michigan là một thành phố thuộc quận Kalamazoo trong tiểu bang Michigan, Hoa Kỳ. Thành phố có tổng diện tích km², trong đó diện tích đất là km². Theo điều tra dân số Hoa Kỳ năm 2010, thành phố có dân số 46.292 người, khu vực thống kê đô thị Kalamazoo-Portage có dân số 326.589 người (năm 2010).
Portage tiếp giáp với ranh giới phía nam của thành phố Kalamazoo. Thành phố được thành lập từ toàn bộ thị trấn Portage cựu vào ngày 31 tháng 12 năm 1963.
Có hai trường trung học công ở Portage, Portage Trung ương và Portage Bắc. Công ty dược phẩm Pfizer cũng đã hoạt động nằm đó, trong những năm gần đây đã gây ra nhiều tranh cãi do sa thải. Portage cũng là nhà của FEMA Tổng công ty một công ty sản xuất van thủy lực.
Portage được biết đến với mạng lưới rộng lớn của công viên lịch sử và những con đường mòn được sử dụng để đi xe đạp, đi bộ, chèo thuyền, và các hoạt động giải trí khác. Kể từ khi việc tạo ra các hệ thống Bikeway Portage vào năm 1989, những con đường mòn đã mở rộng hơn 50 dặm (80 km), gấp hơn năm lần như dài như đường cao tốc của thành phố. Portage cũng có Kalamazoo Air Zoo.